# Asplund Meets Bernstein
Asplund Meets Bernstein är ett musikalbum från 2010 med Peter Asplund Quartet och DalaSinfoniettan. Man spelar musik av Leonard Bernstein arrangerad för jazzkvartett och symfoniorkester. Albumet tilldelades OrkesterJournalens "Gyllene Skivan" för år 2010.

## Låtlista
1. A Simple Song (Leonard Bernstein/Stephen Schwartz) – 8:12
2. Glitter and Be Gay ur Candide (Leonard Bernstein/Richard Wilbur) – 8:57
3. It's Love ur Wonderful Town (Leonard Bernstein/Adolph Green/Betty Comden) – 6:13
4. Some Other Time ur On the Town (Leonard Bernstein/Adolph Green/Betty Comden) – 8:32
5. It Must Be So ur Candide (Leonard Bernstein/Richard Wilbur) – 5:41
6. I Feel Pretty ur West Side Story (Leonard Bernstein/Stephen Sondheim) – 10:50
7. Somewhere ur West Side Story (Leonard Bernstein/Stephen Sondheim) – 6:32
8. Tonight ur West Side Story (Leonard Bernstein/Stephen Sondheim) – 7:28
9. Neverland ur Peter Pan (Leonard Bernstein) – 8:01

## Medverkande
- Peter Asplund – trumpet, flygelhorn
- Jacob Karlzon – piano
- Hans Andersson – bas
- Johan Löfcrantz Ramsay – trummor
- Mats Hålling – dirigent, arrangör
- DalaSinfoniettan